# Doctrine de contrôle de la mer

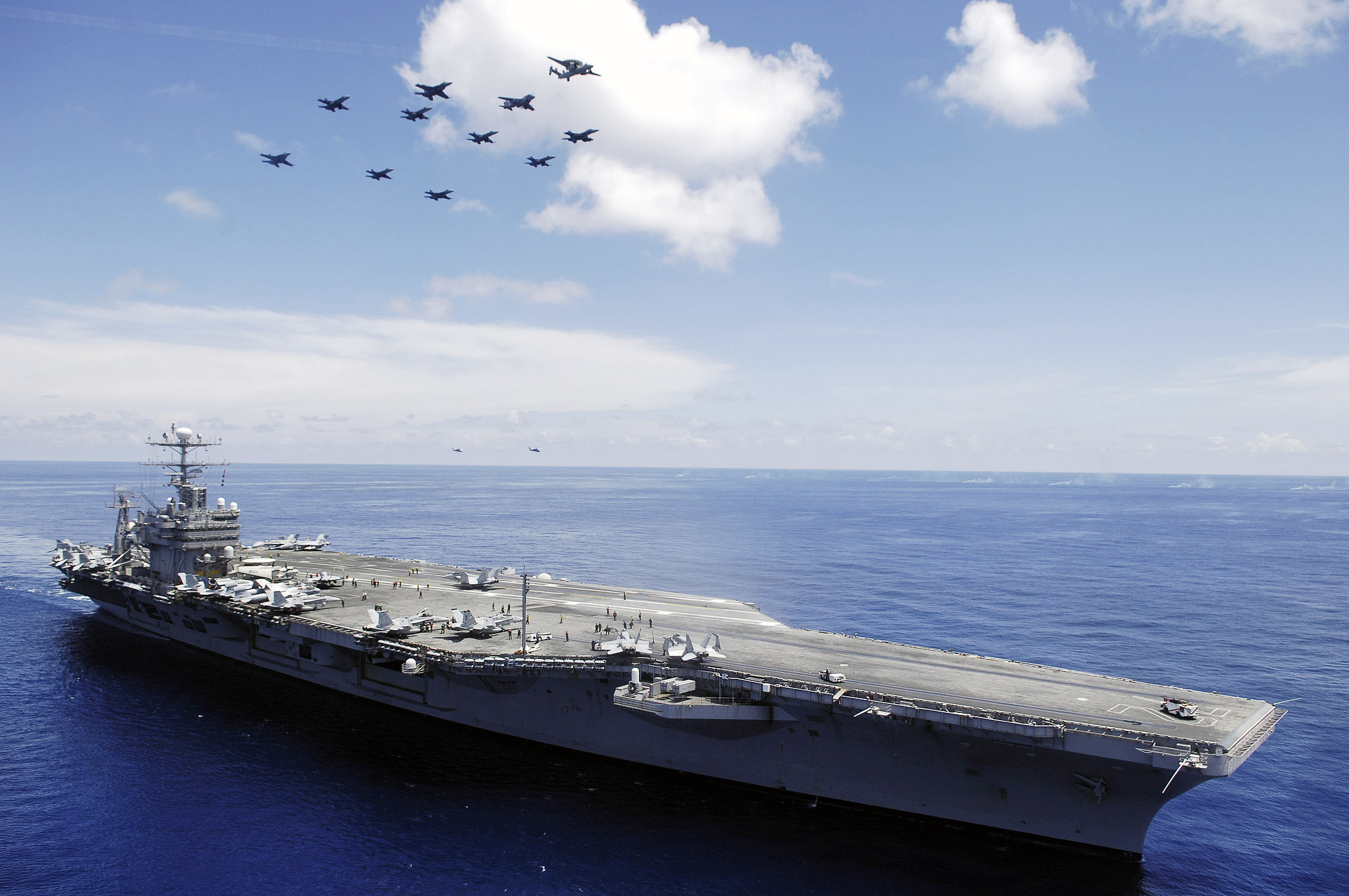
L', un porte-avions de la marine américaine, un moyen de projection de puissance maritime à l’échelle du monde.

Une force navale dispose du contrôle de la mer quand elle est si puissante que ses rivales ne peuvent pas l’attaquer directement. Le contrôle de la mer peut s’appliquer à ses eaux environnantes (le littoral) ou s'étendre loin dans les océans, ce qui signifie que le pays (qui dispose du contrôle de la mer) a une marine de haute-mer. C'est l'équivalent naval de la supériorité aérienne.
Avec la contrôle de la mer, un pays (ou une alliance) peut faire en sorte que ses propres navires militaires et marchands peuvent se déplacer à volonté, tandis que ceux de ses adversaires sont obligés soit de rester au port ou soit d’essayer de s'y soustraire. Le contrôle de la mer permet aussi la mise en œuvre libre d’opérations amphibies qui peuvent élargir les options stratégiques terrestres.
Le plus célèbre exemple, celui de la Royal Navy se tint pendant de longues périodes du XVIIIe au début du XXe siècle, ce qui permit à la Grande-Bretagne et à ses alliés de commercer et de déplacer librement des troupes et de l'approvisionnement en temps de guerre, tandis que ses ennemis ne le pouvaient pas (dont l'importance est reflétée dans la célèbre chanson patriotique britannique, « Rule, Britannia! », qui contient l'exhortation, « Rule Britannia! Britannia rule the waves » (même si ce n'était pas l'objet initial du poème). Par exemple, la Grande-Bretagne fut en mesure d’imposer un blocus à la France pendant les guerres napoléoniennes, aux États-Unis pendant la guerre de 1812, et à l'Allemagne pendant la Première Guerre mondiale. Dans la période suivant la Seconde Guerre mondiale, les États-Unis eurent le contrôle des mers.
Peu de marines peuvent disposer comme de marines océaniques, mais « de nombreux États convertissent leur marine littorales en marines océaniques, ce qui accroît l'utilisation militaire étrangère de zones économiques exclusives 'zone littorale de 200 milles marins (370 km) avec de possible répercussions sur le régime des ZEE ».

## Cadre juridique
Peu à peu, cependant, les pays convinrent que les mers ouvertes devraient être ouvertes à tous les navires en temps de paix et, en temps de guerre, aux navires battant pavillon neutre. La Grande-Bretagne accepta ce principe en 1805, la Russie, en 1824, et les États-Unis (tacitement) en 1894. De nombreux traités, notamment le traité de Versailles, portèrent sur les mers ouvertes, et actuellement la convention des Nations unies sur le droit de la mer formalise cette liberté.

## Contrôle historique de la mer du temps de la marine à voile

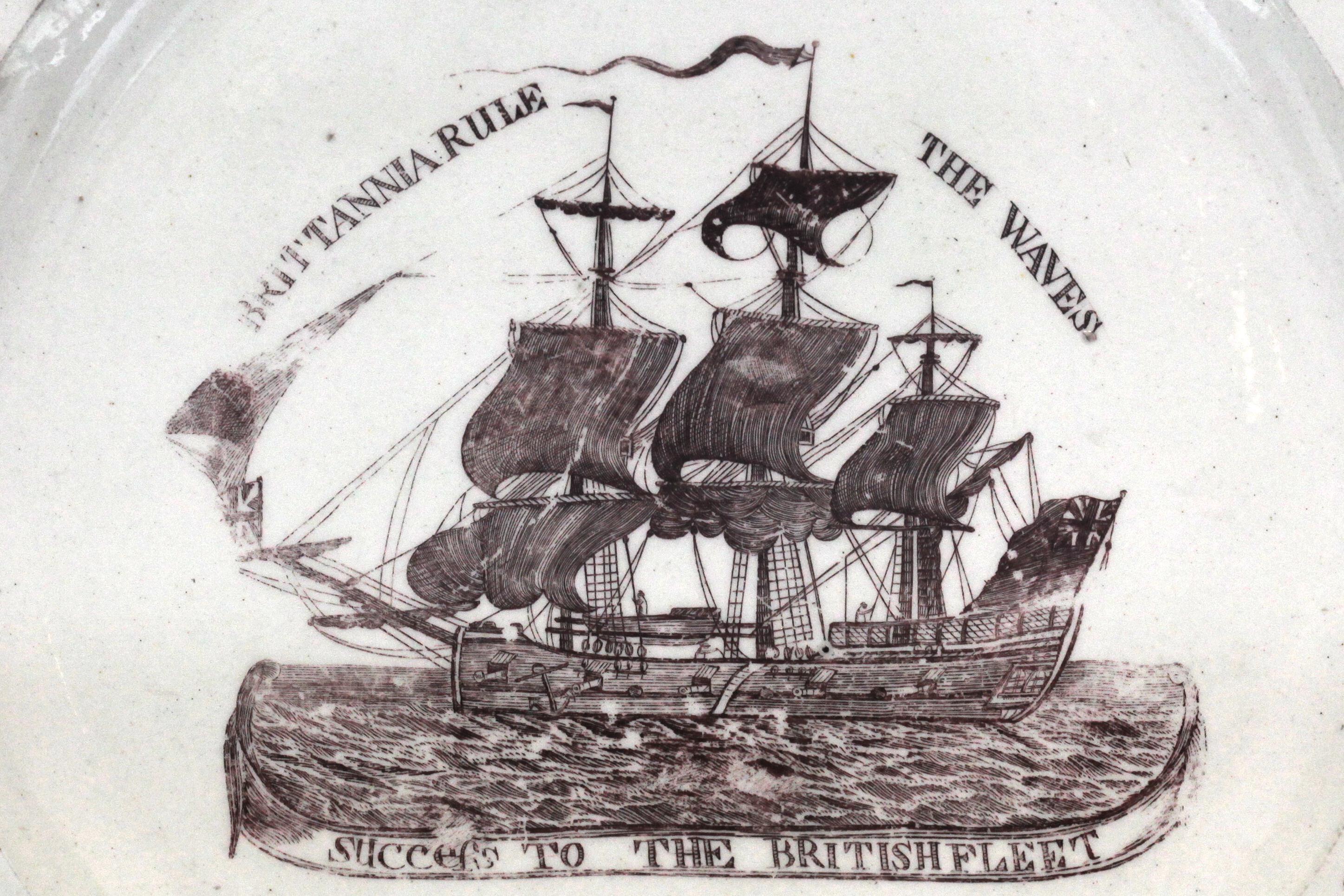
Britannia rule the waves: assiette décorée fabriquée à Liverpool vers 1793-1794 (musée de la Révolution française).

### Capacités nationales
Historiquement, de nombreuses puissances tentèrent d'étendre leur contrôle de la mer en temps de paix, d’imposer des taxes ou d'autres restrictions sur les cargaisons utilisant les mers ouvertes. Par exemple, Venise revendiquait l'Adriatique, et exigeait un lourd tribut des bateaux naviguant dans ses eaux septentrionales. Gênes et la France revendiquèrent chacune des parties de la Méditerranée occidentale. Le Danemark et la Suède affirmèrent se partager la Baltique entre eux. L’Espagne revendiqua la domination sur le Pacifique et le golfe du Mexique, et le Portugal l'océan Indien et tout l'Atlantique au sud du Maroc (Hall, 148-9).

### Contre mesures asymétriques
Au cours de l'ère de la voile, il existait deux contre-mesures à un contrôle de la mer par une autre puissance : la contrebande, et les corsaires. La contrebande permettait de garantir qu'un pays puisse poursuivre ses activités commerciales (et obtenir de la nourriture et d'autres fournitures essentielles), même si ce pays était sous blocus, tandis que les corsaires permettait à la puissance la plus faible de perturber le commerce du pays le plus fort. Comme ces mesures, qui sont des exemples de guerre asymétrique, provenaient d'organisations non gouvernementales et parfois criminelles, elles ne reçurent plus les faveurs des gouvernements forts. Une annexe au traité de Paris (1856) interdit les corsaires. Ce traité était une curiosité car il fut ratifié par relativement peu de pays, mais devint rapidement de facto la loi de la mer.

## Contrôle historique de la mer du temps de la marine vapeur
Une contre-mesure plus moderne, semblable à celle des corsaires, était l'utilisation de la guerre sous-marine par l'Allemagne pendant la Première Guerre mondiale et la Seconde Guerre mondiale pour attaquer les navires marchands alliés principalement dans l'océan Atlantique, la mer Méditerranée, et la mer Baltique.

## Contrôle historique de la mer à l'ère de l'aviation navale
Pendant la Seconde Guerre mondiale, l’avion est également devenu une contre-mesure efficace au contrôle de la mer, car les navires ne pouvaient pas se défendre contre les attaques aériennes. La bataille d’Angleterre était en grande partie une tentative par l'Allemagne d'éliminer la Royal Air Force, afin qu’elle ne soit pas en mesure de défendre la Royal Navy contre les attaques aériennes et ainsi de permettre une invasion par mer de la Grande-Bretagne.

## Contrôle historique de la mer à l'ère moderne

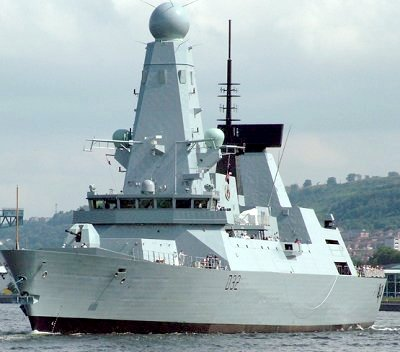
Le, un destroyer lance-missiles type 45 de la Royal Navy.

Les marines développées, avec accès aux satellites de surveillance et aux systèmes de détection sous-marins à grande échelle, peuvent rarement être surprises en mer, mais ne peuvent pas être partout. Chaque navire de ces marines modernes peut être vulnérables en mer (par exemple, l'USS Stark touché par un missile antinavire lancé par un avion lors d'une patrouille dans le golfe Persique) ou au port (cf. l'attentat suicide contre l'USS Cole.)
Une capacité navale en haute mer signifie que la flotte est capable d’opérer en « haute mer ». Alors que traditionnellement une distinction était faite entre la marine côtière (marine fluviale, opérant dans la zone littorale de 200 milles marins - 370 km) et la marine océanique, un nouveau terme, « marine littorale » fut créé par l'US Navy, pour faire référence aux sous-marins côtiers et bâtiments d'attaque rapide de nombreux pays, comme les grandes corvettes de combat littoral et navires similaires d'un nombre important de puissances, et aux navires amphibies allant des vieux LST aux complexes porte-avions à décollage vertical ou court, et autres navires spécialisés.
Le terme de marine marron semble avoir été réduit, dans le langage de la marine américaine, à une force riveraine.
Dans la guerre moderne, la marine de haute mer implique de posséder une protection autonome contre les menaces sous-marines, de surface et aériennes et d’avoir une portée logistique durable, permettant une présence dans le temps à distance de ses bases. Dans certains environnements maritimes, une telle défense est donnée par des obstacles naturels, tels que la barrière de glace de l'Arctique.
L'US Navy étudie un concept de navire économique capable de contrôler la surface et les profondeurs de la mer avec des hélicoptères anti-sous-marins et des chasseurs à décollage vertical/court (A pour la défense aérienne légère, mais pas assez grand pour être bien adapté à la projection de puissance. Ce concept de navire est connu sous le nom de Sea Control Ship. Ce petit porte-avions n'a pas été construit par les États-Unis même si un navire d'assaut amphibie doté d’un pont long et doté de chasseurs ADAV/ADAC et d’hélicoptères anti-sous-marins à la place d’hélicoptères de transport opère dans un rôle secondaire comme contrôleur de la mer.

### Exigences pour le contrôle de la mer moderne
Au cours de la guerre des Malouines, les Britanniques manquait de système de détection et de commandement aéroporté (AWACS) à long portée, ce qui conduisit à des pertes de navires et des dommages importants à d'autres. En effet, lorsque des avions d'attaque argentins arrivait à portée du radar du navire, ils tiraient des missiles antinavires quasiment en même temps, et peu de temps après ils bombardaient. Un certain nombre de marines retinrent la leçon de cet affrontement. Beaucoup de marines disposant de transporteurs de STOVL ont développé des systèmes AWACS monté sur hélicoptère, comme sur le Westland Sea King AEW hispano-britannique, l’EH-101 AEW italien, et le Ka-31 AEW russe. Récemment, les Français pour leur nouveau grand porte-avions CATOBAR choisirent l'avion américain E-2 Hawkeye pour cette tâche.
Un exemple de la différence entre une marine océanique et une marine vert d'eau : « … La premier devrait être une « défense active verte d'eau » qui permettrait à la marine de l'armée populaire de libération de protéger les eaux territoriales de la Chine et de faire respecter ses revendications de souveraineté dans le détroit de Taiwan et dans la mer de Chine méridionale. La deuxième phase consisterait à développer une marine océanique capable de projeter sa puissance dans le Pacifique occidental … Liu [commandant en chef de marine de l'armée populaire de libération de 1982 à 1988 et vice-président de la Commission militaire centrale de 1989 à 1997] croyait que, pour disposer de capacités en haute mer, la marine chinoise devait disposer de porte-avions… ». Les porte-avions sont déployés avec d'autres navires spécialisés constituant des groupes aéronavals, et offrant une protection contre les sous marins, les bâtiments de surface et les menaces aériennes.
Comme il n'y a pas de définition claire d'une marine océanique, le statut est contesté. Compte tenu de l'importance de l'aviation navale, le terme peut être considéré comme fortement liée à l'entretien des porte-avions capables de fonctionner dans les océans. Au début des années 1980, il y eut une bataille publique et disputée sur le fait de remplacer ou non le dernier porte-avions de l'Australie, le HMAS Melbourne. Les hauts gradés de la marine avertirent que sans porte-avions, l'Australie serait vulnérable à tous les types de menace. Un ex-chef de la Marine alla jusqu'à prétendre que « nous « (les Australiens) » n'aurions plus de marine océanique (capable de fonctionner loin de côtes amies) ». Cependant, bien que la marine royale thaïlandaise exploite un porte-avions, la marine thaïlandaise n'est pas absolument une « marine océanique ».

### Contre-mesures à un contrôle imposé
Alors qu'une marine océanique peut projeter son contrôle de la mer sur le littoral d'un autre pays, il reste sensible aux menaces de forces moins puissantes. Le maintien et la logistique loin de ses bases coutent cher et il peut y avoir un avantage à saturer une force déployée en utilisant des missiles surface-surface (que ce soit sur les trajectoires de suivi de terrain ou balistiques), des sous-marins diesel-électrique, ou des tactiques asymétriques tels que des attaques d’embarcations côtière rapides. Un exemple de cette vulnérabilité eut lieu en octobre 2000 avec l’attaque de l’USS Cole à Aden,,. En réponse à ces menaces, la marine américaine a développé le Littoral Combat Ship.